# Trion
Trion é uma cidade  localizada no estado americano de Geórgia, no Condado de Chattooga.

## Demografia
Segundo o censo americano de 2000, a sua população era de 1993 habitantes.
Em 2006, foi estimada uma população de 2052, um aumento de 59 (3.0%).

## Geografia
De acordo com o United States Census Bureau tem uma área de
10,3 km², dos quais 10,3 km² cobertos por terra e 0,0 km² cobertos por água. Trion localiza-se a aproximadamente 242 m acima do nível do mar.

## Localidades na vizinhança
O diagrama seguinte representa as localidades num raio de 32 km ao redor de Trion.